# Deutsche Botschaft Panama
Die Deutsche Botschaft Panama ist die diplomatische Vertretung der Bundesrepublik Deutschland in der Republik Panama.

## Lage und Gebäude
Die Kanzlei der Botschaft befindet sich im Stadtteil Marbella im Zentrum der panamaischen Hauptstadt Panama-Stadt (spanisch: Ciudad de Panamá). Die Straßenadresse lautet: Calle 53 E, Urbanizacion Marbella, Edificio World Trade Center No. 20, Panamá.
Die Büros der Botschaft sind auf einer Etage des modernen Hochhauses World Trade Center Panama untergebracht.

## Auftrag und Organisation
Die Botschaft Panama hat den Auftrag, die deutsch-panamaischen Beziehungen zu pflegen, die deutschen Interessen gegenüber der Regierung von Panama zu vertreten und die Bundesregierung über Entwicklungen in Panama zu unterrichten.
In der Botschaft bestehen die Arbeitsbereiche Politik, Wirtschaft sowie Kultur und Bildung.
Das Referat für Rechts- und Konsularaufgaben der Botschaft bietet deutschen Staatsangehörigen konsularische Dienstleistungen und Hilfe in Notfällen an. Der konsularische Amtsbezirk der Botschaft umfasst ganz Panama. Die Visastelle erteilt Einreisegenehmigungen für panamaische Staatsangehörige und in Panama wohnhafte Bürger dritter Staaten.
Ein Honorarkonsul der Bundesrepublik Deutschland ist in David bestellt und ansässig.

## Geschichte
Die Bundesrepublik Deutschland richtete am 20. Februar 1953 eine Gesandtschaft in Panama-Stadt ein, die am 10. September 1959 in eine Botschaft umgewandelt wurde.
Die DDR und Nicaragua nahmen am 28. Januar 1974 diplomatische Beziehungen auf. Die Botschafter der DDR in Mexiko-Stadt waren in Panama nebenakkreditiert. Die Beziehungen endeten im Jahr 1990 mit dem Beitritt der DDR zur Bundesrepublik Deutschland.